# Daniel Serres i Lorán
Daniel Serres i Lorán (Móra d'Ebre, Ribera d'Ebre, 30 de novembre de 1890 - Tarragona, Tarragonès, 18 d'agost de 1936), fou un advocat i polític català.
Provenia d'una família benestant amb un important patrimoni agricola. L'any 1907 va obtenir el títol de Batxillerat a Reus, i quatre anys més tard, el 1911, es llicencià a la Facultat de Dret, amb matrícula d'honor. Posteriorment va casar-se amb Paquita Vilàs i Algueró i es traslladarà a Móra la Nova.
Entre el 1910 i 1915, el carlisme i la ideologia tradicionalista començà a agafar força a la Ribera d'Ebre. Primer, amb un aplec celebrat pel Partit Carlí al calvari de Móra d'Ebre el 28 d'agost de 1910; segon, amb un gran acte muntat pel Patronat Requeté Jaumista, on Serres i Lorán fou l'orador principal. I finalment, amb el seu nomenament l'any 1915 com candidat del partit a les eleccions provincials d'aquell any. De fet, es tractava d'una candidatura de coalició que unia regionalistes, jaumistes i liberals, per al districte de Falset-Gandesa, i que completaven José Barceló i Alerany, de Capçanes; i Josep Compte i Juncosa, natural de la Vilella Alta. Ja en els discursos celebrats durant els mítings de la campanya electoral, Serres ja va donar el seu màxim suport a la Mancomunitat acabada de crear. Va esdevenir diputat provincial, tot obtenint 6.428 vots. Posteriorment, va repetir com a diputat provincial a les eleccions de 1919, obtenint 5.312 vots; així com a les eleccions de 1923, quan obtení 7.286 vots amb una candidatura de coalició formada pel regionalista Josep Maria Gich i Pi i pel liberal Josep Compte i Juncosa. El 1924, ja amb la dictadura de Primo de Rivera, fou cessat de tots els seus càrrecs.
Finalitzada la seva carrera política, va obrir el seu despatx d'advocat, on exercí fins al 1935. Morí l'agost de 1936, quan fou assassinat, juntament amb el seu germà Josep, a causa de la violència a la rereguarda que patí Catalunya els mesos posteriors a l'esclat de la Guerra Civil espanyola.